# Церковь Святого Саркиса (Воронеж)
Церковь Святого Саркиса, или церковь Сурб Саркис (Сурб Саргис) (арм. Սբ. Սարգիս եկեղեցի), — церковь Ново-Нахичеванской и Российской епархии Армянской Апостольской Церкви в Воронеже. Находится по адресу ул. Донбасская, 2. 
Храм полностью облицован армянским туфом, богат барельефами и хачкарами. Интерьер расписан армянскими орнаментами. Архитектор — Геворг Ширванян.
Строительство церкви затруднялось судебными разбирательствами по вопросу выделения земли и выдачи разрешений.